# María, llena eres de gracia
 María, llena eres de gracia és una pel·lícula colombiana, en coproducció amb els Estats Units, estrenada el 2004.
Basada en nombrosos testimoniatges i entrevistes dels protagonistes del tràfic de drogues entre Colòmbia i els Estats Units, aquesta segona pel·lícula del director estatunidenc Joshua Marston aborda el problema de les mules en el narcotràfic.

## Argument
A Maria, jove i bonica colombiana de 17 anys, li agraden els desafiaments i s'ofega a la seva petita ciutat de Colòmbia prop de Bogotà. Està embarassada de 3 mesos de Juan, mecànic, i viu pobre amb la seva germana, el seu nebot, la seva mare i la seva àvia en una petita casa superpoblada, i no té altre futur que el de la seva germana, mare soltera. Vol marxar del país, ja que ja no suporta ser explotada per la seva família i l'empresari de la plantació de roses on treballa. La seva trobada amb Franklin i sobretot amb un mafiós local sembla l'únic mitjà d'escapar-se, però ha d'acceptar ser una "mula" a compte del traficant.
Blanca, l'amiga de Maria, és també de viatge. Arribades als EUA, es refugien amb Carla, la germana de la seva companya Lucy, que ha mort a l'arribada, amb l'estómac esclatat pels 70 pepas (mandonguilles) de cocaïna comprimida que cada mula s'ha d'empassar i transportar. Després d'haver desafiat els narco-traficants, Maria li agafa gust a la vida, i es dedica a un objectiu més noble, el nen que porta.

## Repartiment
- Catalina Sandino Moreno: Maria Alvarez
- Yenny Paola Vega: Blanca, amiga de Maria
- Wilson Guerrero: Juan, l'amic de Maria
- Johanna Andrea Mora: Diana, la germana de Maria
- John Álex Toro: Franklin, el noi de la moto
- Jaime Osorio Gómez: Javier, el boss
- Guilied Lopez: Lucy
- Patricia Rae: Carla
- Ed Trucco: un inspector de duanes
- Selenis Leyva: una inspectora de duanes
- Juan Porras Hincapie: Wilson
- Oscar Bejarano: Carlos
- Fernando Velasquez: Pablo
- Orlando Tobon: Don Fernando
- Lourdes Martin: la metgessa
- Osvaldo Plasencia: Enrique

## Premis i nominacions

### Premis
- 2004. Os de Plata a la millor interpretació femenina per Catalina Sandino Moreno

### Nominacions
- 2004. Os d'Or
- 2005. Oscar a la millor actriu per Catalina Sandino Moreno